# Serge Maury
Serge Jean Maury (Burdeos, 24 de julio de 1946) es un deportista francés que compitió en vela en la clase Finn.
Participó en dos Juegos Olímpicos de Verano en los años 1972 y 1976, obteniendo una medalla de oro en Múnich 1972 en la clase Finn. Ganó dos medallas en el Campeonato Mundial de Finn, bronce en 1971 y oro en 1973, y dos medallas de oro en el Campeonato Europeo de Finn, en los años 1975 y 1976.

## Palmarés internacional
| Juegos Olímpicos   | Juegos Olímpicos          | Juegos Olímpicos  | Juegos Olímpicos |
| Año                | Lugar                     | Medalla           | Clase            |
| ------------------ | ------------------------- | ----------------- | ---------------- |
| 1972               | Múnich (RFA)              | Medalla de oro    | Finn             |
| Campeonato Mundial |                           |                   |                  |
| Año                | Lugar                     | Medalla           | Clase            |
| 1971               | Toronto (Canadá)          | Medalla de bronce | Finn             |
| 1973               | Brest (Francia) (Francia) | Medalla de oro    | Finn             |
| Campeonato Europeo |                           |                   |                  |
| Año                | Lugar                     | Medalla           | Clase            |
| 1975               | Palamós (España)          | Medalla de oro    | Finn             |
| 1976               | Port-Camargue (Francia)   | Medalla de oro    | Finn             |